# Artocarpus anisophyllus
Artocarpus anisophyllus är en mullbärsväxtart som beskrevs av Friedrich Anton Wilhelm Miquel. Artocarpus anisophyllus ingår i släktet Artocarpus och familjen mullbärsväxter. Inga underarter finns listade i Catalogue of Life.